# Neotrichia candela
Neotrichia candela – gatunek chruścika z rodziny wodolotkowatych i podrodziny Hydroptilinae.
Gatunek ten opisany został po raz pierwszy w 2024 roku przez Stevena C. Harrisa, Briana J. Armitage’a i Tomása A. Ríosa Gonzáleza na łamach „ZooKeys”. Jako lokalizację typową wskazano miejscowość Finca Félix nad Río Candela w departamencie Renacimiento panamskiej prowincji Chiriquí. Epitet gatunkowy odnosi się do tejże lokalizacji.
Samce osiągają 1,7 mm długości ciała. Ubarwione są brązowo. Głowa zaopatrzona jest w czułki zbudowane z osiemnastu członów. Odwłok ma pierścieniowaty segment ósmy, zaś segment dziewiąty w widoku brzusznym głęboko pośrodku przedniej krawędzi wcięty i pośrodku tylnej krawędzi wyciągnięty w cienki wyrostek dośrodkowy, a w widoku bocznym jajowaty w zarysie, przyrośniętym grzbietowo do tergum segmentu następnego. Tergum to ma szeroką podstawę i zwęża się ku tyłowi, gdzie tworzy parę przysadzistych, symetrycznych rożków o ostrych szczytach. Płytka subgenitalna w widoku brzusznym jest trójkątna z parą porośniętych grubymi szczecinkami płatów po bokach oraz krótką wypustką trójkąrną i zesklerotyzowanym wyrostkiem brzusznym pośrodku, w widoku bocznym natomiast szeroka u nasady i dalej zwężona ku wierzchołkowi rozdwojonemu na krótkie i ostre ramię górne oraz długie i półksiężycowate ramię dolne. Brakteola ma obie gałęzie rozwidlonego tyłu szerokie u podstawy i zwężone ku zaokrąglonym, opatrzonym w szczecinkę szczytom, przy czym gałąź grzbietowa jest dwukrotnie dłuższa od brzusznej. Prostokątne w widoku bocznym przysadki dolne mają przedwierzchołkowo położone zesklerotyzowane szpice po stronie grzbietowej, wydłużony i cienki wyrostek nasadowy, zakrzywione i zwężone ku zaokrąglonym szczytom wyrostki zewnętrzne oraz zrośnięte nasadami i o połowę od zewnętrznych węższe wyrostki wewnętrzne. Rurkowaty fallus ma szeroką podstawę, przewężenie pośrodku i rozwidlony na dwa długie wyrostki (dolny ostro na bok zakrzywiony) szczyt; jego trzon otacza cienka paramera.
Owad neotropikalny, znany tylko z terenu Parque International La Amistad w Panamie.